# Bukovčak
Bukovčak is een plaats in de gemeente Velika Gorica in de Kroatische provincie Zagreb. De plaats telt 77 inwoners (2001).